# متولد روسپی‌خانه
متولد روسپی‌خانه (انگلیسی: Born into Brothels) فیلمی در ژانر مستند به کارگردانی زانا برسکی است که در سال ۲۰۰۴ منتشر شد. این فیلم در مورد کودکان روسپی‌های سوناگاچی، منطقه سرخ کلکته است. این فیلم برنده جایزه اسکار بهترین فیلم مستند شده است.